# جیمی گریفن
جیمی گریفن (انگلیسی: Jimmy Griffin؛ ۱۰ اوت ۱۹۴۳ – ۱۱ ژانویهٔ ۲۰۰۵) یک خواننده اهل ایالات متحده آمریکا بود.